# Teeth of Lions Rule the Divine
Teeth of Lions Rule the Divine es un supergrupo de Drone Metal inglés formado en el año 2001 con músicos de otras bandas. Su nombre está cogido de una canción del álbum Earth2 del grupo Earth. Su música es lenta y pesada, similar a la música de grupos como Khanate y Burning Witch.

## Biografía
Teeth of Lions Rule the Divine se formó en el año 2001, originalmente compuesto por músicos originarios de Reino Unido y de Estados Unidos . El nombre del grupo está cogido de una canción del álbum Earth 2 del grupo Earth.
El grupo cuenta únicamente con un  único álbum titulado Rampton, publicado en abril de 2002. El disco no fue particularmente bien recibido por la prensa especializada. Ese mismo año, el grupo cesa sus actividades.

## Miembros
- Stephen O'Malley - guitarra (Khanate, Sunn O))), Burning Witch, Thorr's Hammer) (2000-2002)
- Justin Greaves - batería (Iron Monkey, Electric Wizard)[6] (2000-2002)
- Greg Anderson - bajo, órgano (Goatsnake, Sunn O))), Burning Witch, Thorr's Hammer)[6] (2001-2002)
- Lee Dorrian - voz (Cathedral, Napalm Death)[6] (2001-2002)

## Discografía
- 2002 : Rampton (Southern Lord Records/Rise Above Records)